# Чаунская ТЭЦ
Ча́унская ТЭЦ — тепловая электростанция в городе Певек Чукотского АО. Основной источник теплоснабжения Певека, совместно с Билибинской АЭС и ПАТЭС обеспечивает энергоснабжение изолированного Чаун-Билибинского энергоузла. Входит в состав АО «Чукотэнерго» (входит в группу «РусГидро»).

## Конструкция станции
Чаунская ТЭЦ представляет собой тепловую паротурбинную электростанцию (теплоэлектроцентраль) с комбинированной выработкой электроэнергии и тепла. Установленная мощность электростанции — 30 МВт, установленная тепловая мощность — 99 Гкал/час. Тепловая схема станции выполнена с поперечными связями по основным потокам пара и воды. В качестве топлива используется привозной каменный уголь марки Ж. Основное оборудование станции включает в себя:
- Турбоагрегат № 1 мощностью 5 МВт, в составе турбины П-5(6)-35/5 с генератором Т2-6-2, введён в 1983 году;
- Турбоагрегат № 2 мощностью 10 МВт, в составе турбины К-10(12)-35 с генератором Т2-12-2, введён в 1980 году;
- Турбоагрегат № 3 мощностью 12 МВт, в составе турбины ПТ-12-35/10М с генератором Т2-12-2УЗ, введён в 1987 году;
- Турбоагрегат № 4 мощностью 1,5 МВт, в составе турбины АК-1,5 (4-4) с генератором Т2-4-2, введён в 1971 году;
- Турбоагрегат № 5 мощностью 1,5 МВт, в составе турбины АК-1,5 (4-3) с генератором Т2-4-2, введён в 1975 году.

Пар для турбоагрегатов вырабатывают один котёл ТС-30, два котла Е-50-40 и один котёл ПК-50-40. Также имеются три резервные дизель-генераторные установки 15 Д100 мощностью по 1,5 МВт, не учитываемые в составе установленной мощности станции. Выдача электроэнергии потребителям производится с открытого распределительного устройства (ОРУ) напряжением 110/35/6 кВ, по следующим линиям электропередачи:
- ВЛ 110 кВ Чаунская ТЭЦ — ПС Южная (и далее на Билибинскую АЭС), 2 цепи;
- ВЛ 35 кВ Чаунская ТЭЦ — ПС Лагуна;
- ВЛ 35 кВ Чаунская ТЭЦ — ПС Южная.

## История строительства и эксплуатации
Строительство дизельной электростанции в Певеке, от которой ведёт своё начало Чаунская ТЭЦ, было начато трестом «Дальстрой» в 1942 году. Первые два дизель-генератора общей мощностью 440 кВт были введены в эксплуатацию 20 мая 1944 года, станция получила название «Певекский энергокомбинат». К 1948 году мощность электростанции была увеличена до 3,75 МВт, а в 1949 году после монтажа двух паровых котлов и двух турбоагрегатов мощностью по 1 МВт станция начала вырабатывать не только электроэнергию, но и тепло. Станция постоянно наращивала свои мощности, причем изначально её оборудование представляло собой причудливую смесь как отечественных, так и разнообразных импортных агрегатов — трофейных, полученных по ленд-лизу или закупленных. В 1967 году электростанция, сменившая к тому времени название на Чаунскую РЭС, была усилена двумя энергопоездами, а также соединена с Билибино линией электропередачи напряжением 110 кВ, в результате чего был образован локальный Чаун-Билибинский энергоузел.
В 1976 году станция получила современное название — Чаунская ТЭЦ. В связи с активным развитием горнодобывающей промышленности Чукотки и ростом энергопотребления в 1980-х годах Чаунская ТЭЦ была серьёзно модернизирована, устаревшее и изношенное оборудование было заменено на более современное и мощное. С середины 1990-х годов в связи со спадом энергопотребления выработка электроэнергии станцией значительно сократилась. Оборудование и сооружения Чаунской ТЭЦ сильно изношены, в связи с чем планируется её вывод из эксплуатации после завершения строительства новой ТЭЦ мощностью 36 МВт, начало возведения которой предварительно запланировано на 2026 год. Новая станция будет работать в паре ПАТЭС для её подстраховки. Старую ТЭЦ предполагается частично законсервировать, остальное демонтировать.